# Segunda División de España 1987-88
La temporada 1987–88 de la Segunda División de España de fútbol corresponde a la 57.ª edición del campeonato y se disputó entre el 30 de agosto de 1987 y el 22 de mayo de 1988 en su fase regular. Posteriormente se disputó la promoción de ascenso entre el 29 de mayo y el 5 de junio
El campeón de Segunda División fue el CD Málaga.

## Sistema de competición
La Segunda División de España 1987/88 fue organizada por la Liga de Fútbol Profesional (LFP).
El campeonato contó con la participación de 20 clubes y se disputó siguiendo un sistema de liga, de modo que todos los equipos se enfrentaron entre sí, todos contra todos en dos ocasiones -una en campo propio y otra en campo contrario- sumando un total de 38 jornadas. El orden de los encuentros se decidió por sorteo antes de empezar la competición.
Los dos primeros clasificados ascendieron directamente a Primera División, mientras que el tercer y cuarto clasificado disputaron la promoción de ascenso ante el decimoséptimo y decimoctavo clasificado de la máxima categoría en eliminatorias directas a doble partido.
Los cuatro últimos clasificados descendieron directamente a Segunda División B.

## Clubes participantes
| Datos de ascensos y descensos con respecto a la temporada anterior |
| --- |
| Racing de Santander desciende de Primera División. Valencia CF, RC Celta de Vigo y CD Logroñés ascienden a Primera División. CD Tenerife, UE Lleida, Granada CF y Real Burgos CF ascienden a Segunda División. |

| Equipo                              | Ciudad                 | Estadio                   |
| ----------------------------------- | ---------------------- | ------------------------- |
| Barcelona Atlético                  | Barcelona              | Mini Estadi               |
| Bilbao Athletic Club                | Bilbao                 | San Mamés                 |
| Cartagena Fútbol Club               | Cartagena              | El Almarjal               |
| Club Deportivo Castellón            | Castellón              | Castalia                  |
| Castilla Club de Fútbol             | Madrid                 | Ciudad Deportiva          |
| Real Club Deportivo de La Coruña    | La Coruña              | Riazor                    |
| Elche Club de Fútbol                | Elche                  | Nuevo Estadio             |
| Unió Esportiva Figueres             | Figueras               | Municipal                 |
| Granada Club de Fútbol              | Granada                | Los Cármenes              |
| Hércules Club de Fútbol             | Alicante               | José Rico Pérez           |
| Unió Esportiva Lleida               | Lérida                 | Camp d'Esports            |
| Club Deportivo Málaga               | Málaga                 | La Rosaleda               |
| Real Oviedo Club de Fútbol          | Oviedo                 | Carlos Tartiere           |
| Real Racing Club de Santander       | Santander              | El Sardinero              |
| Agrupación Deportiva Rayo Vallecano | Madrid                 | Nuevo Vallecas            |
| Real Burgos Club de Fútbol          | Burgos                 | El Plantío                |
| Real Club Recreativo de Huelva      | Huelva                 | Municipal                 |
| Sestao Sport Club                   | Sestao                 | Las Llanas                |
| Club Deportivo Tenerife             | Santa Cruz de Tenerife | Heliodoro Rodríguez López |
| Xerez Club Deportivo                | Jerez de la Frontera   | Domecq                    |

## Clasificación y resultados

### Clasificación
| Pos. | Equipo                     | Pts. | PJ | G  | E  | P  | GF | GC | Dif. | Clasificación                 |
| ---- | -------------------------- | ---- | -- | -- | -- | -- | -- | -- | ---- | ----------------------------- |
| 1    | C. D. Málaga (C, A)        | 54   | 38 | 22 | 10 | 6  | 74 | 39 | +35  | Ascenso a Primera División    |
| 2    | Elche C. F. (A)            | 50   | 38 | 21 | 8  | 9  | 62 | 34 | +28  | Ascenso a Primera División    |
| 3    | Castilla C. F.             | 48   | 38 | 18 | 12 | 8  | 58 | 42 | +16  |                               |
| 4    | Real Oviedo C. F. (A)      | 45   | 38 | 19 | 7  | 12 | 58 | 37 | +21  | Acceso a Promoción de ascenso |
| 5    | A. D. Rayo Vallecano       | 45   | 38 | 18 | 9  | 11 | 58 | 47 | +11  | Acceso a Promoción de ascenso |
| 6    | U. E. Lleida               | 42   | 38 | 15 | 12 | 11 | 53 | 37 | +16  |                               |
| 7    | U. E. Figueres             | 42   | 38 | 14 | 14 | 10 | 44 | 36 | +8   |                               |
| 8    | Barcelona Atlético         | 41   | 38 | 14 | 13 | 11 | 52 | 47 | +5   |                               |
| 9    | Xerez C. D.                | 41   | 38 | 17 | 7  | 14 | 49 | 37 | +12  |                               |
| 10   | Sestao S. C.               | 37   | 38 | 15 | 7  | 16 | 42 | 45 | −3   |                               |
| 11   | C. D. Castellón            | 37   | 38 | 12 | 13 | 13 | 34 | 45 | −11  |                               |
| 12   | C. D. Tenerife             | 36   | 38 | 13 | 10 | 15 | 48 | 57 | −9   |                               |
| 13   | Real Burgos C. F.          | 34   | 38 | 11 | 12 | 15 | 34 | 50 | −16  |                               |
| 14   | Racing de Santander        | 33   | 38 | 11 | 11 | 16 | 35 | 47 | −12  |                               |
| 15   | R. C. Recreativo de Huelva | 33   | 38 | 12 | 9  | 17 | 55 | 71 | −16  |                               |
| 16   | R. C. Deportivo La Coruña  | 31   | 38 | 8  | 15 | 15 | 35 | 47 | −12  |                               |
| 17   | Bilbao Athletic (D)        | 31   | 38 | 11 | 9  | 18 | 44 | 53 | −9   | Descenso a Segunda División B |
| 18   | Hércules C. F. (D)         | 29   | 38 | 10 | 9  | 19 | 46 | 56 | −10  | Descenso a Segunda División B |
| 19   | Granada C. F. (D)          | 27   | 38 | 8  | 11 | 19 | 36 | 46 | −10  | Descenso a Segunda División B |
| 20   | Cartagena F. C. (D)        | 24   | 38 | 8  | 8  | 22 | 35 | 79 | −44  | Descenso a Segunda División B |

 Fuente: BDFútbol
Criterios de clasificación: Puntos · Enfrentamientos directos · Diferencia de goles · Goles a favor · Play-off
Notas:
1. ↑  El Castilla C. F. no pudo jugar la promoción de ascenso a Primera División por ser filial del Real Madrid.

### Resultados
| Local \ Visitante          | BAR | BIL | CAR | CAE | CAI | DEP | ELC | FIG | GRA | HER | LLE | MAL | OVI | RAC | RAY | RBU | REC | SES | TEN | XER |
| -------------------------- | --- | --- | --- | --- | --- | --- | --- | --- | --- | --- | --- | --- | --- | --- | --- | --- | --- | --- | --- | --- |
| Barcelona Atlético         | —   | 2–1 | 3–0 | 2–0 | 2–3 | 2–2 | 1–3 | 1–0 | 1–1 | 1–1 | 0–1 | 1–1 | 1–0 | 3–1 | 1–0 | 2–2 | 4–2 | 4–1 | 1–1 | 2–2 |
| Bilbao Athletic            | 1–2 | —   | 3–0 | 0–0 | 1–2 | 1–1 | 1–2 | 1–1 | 0–1 | 2–1 | 2–1 | 1–1 | 2–0 | 5–0 | 0–1 | 2–0 | 2–1 | 2–2 | 3–0 | 1–2 |
| Cartagena F. C.            | 0–0 | 0–1 | —   | 4–0 | 3–3 | 0–1 | 2–1 | 0–1 | 3–1 | 3–3 | 1–1 | 0–3 | 1–0 | 4–1 | 1–2 | 0–0 | 1–0 | 2–3 | 0–1 | 2–1 |
| C. D. Castellón            | 1–1 | 2–1 | 5–0 | —   | 0–0 | 2–1 | 2–2 | 3–1 | 1–1 | 1–0 | 2–1 | 0–0 | 1–0 | 0–0 | 1–0 | 0–1 | 2–0 | 1–0 | 1–1 | 0–2 |
| Castilla C. F.             | 1–2 | 1–0 | 1–1 | 4–0 | —   | 2–1 | 1–2 | 0–0 | 2–1 | 2–1 | 1–0 | 1–3 | 0–0 | 0–1 | 1–2 | 2–2 | 5–1 | 1–0 | 4–2 | 0–0 |
| R. C. Deportivo La Coruña  | 1–0 | 1–0 | 1–1 | 0–1 | 0–0 | —   | 1–1 | 2–1 | 0–0 | 1–0 | 1–1 | 2–2 | 2–2 | 1–0 | 1–0 | 0–1 | 1–2 | 0–1 | 3–0 | 0–0 |
| Elche C. F.                | 3–0 | 2–0 | 3–0 | 2–0 | 1–0 | 0–0 | —   | 1–1 | 1–0 | 3–1 | 0–1 | 0–1 | 1–0 | 1–1 | 5–1 | 4–1 | 2–0 | 1–0 | 1–0 | 3–0 |
| U. E. Figueres             | 0–0 | 1–0 | 6–2 | 0–0 | 1–1 | 2–1 | 1–1 | —   | 1–0 | 3–0 | 1–2 | 1–0 | 2–2 | 2–0 | 1–1 | 2–1 | 1–0 | 3–0 | 2–1 | 1–1 |
| Granada C. F.              | 2–0 | 1–1 | 0–2 | 0–0 | 1–2 | 5–0 | 0–1 | 0–2 | —   | 0–0 | 0–1 | 1–1 | 2–4 | 3–0 | 0–1 | 0–1 | 2–3 | 2–0 | 1–0 | 1–0 |
| Hércules C. F.             | 2–0 | 5–1 | 2–0 | 1–2 | 1–3 | 1–0 | 4–1 | 4–2 | 1–1 | —   | 1–0 | 0–1 | 1–0 | 3–0 | 1–1 | 3–1 | 1–3 | 1–2 | 0–0 | 0–2 |
| U. E. Lleida               | 1–0 | 2–0 | 7–0 | 4–0 | 1–2 | 2–2 | 0–2 | 3–0 | 1–1 | 2–2 | —   | 1–2 | 1–0 | 0–0 | 1–1 | 4–0 | 2–0 | 3–1 | 2–0 | 0–0 |
| C. D. Málaga               | 4–1 | 5–1 | 4–0 | 4–3 | 1–2 | 3–1 | 3–1 | 1–0 | 1–0 | 3–0 | 1–1 | —   | 2–2 | 3–1 | 1–3 | 5–0 | 1–2 | 3–1 | 1–2 | 1–0 |
| Real Oviedo C. F.          | 1–3 | 2–2 | 3–0 | 2–0 | 0–1 | 1–1 | 1–0 | 1–0 | 3–1 | 4–0 | 3–0 | 3–3 | —   | 1–0 | 3–0 | 1–0 | 5–2 | 0–1 | 3–0 | 1–0 |
| Racing de Santander        | 2–0 | 2–0 | 2–0 | 1–1 | 0–1 | 1–0 | 1–1 | 0–0 | 0–0 | 2–0 | 1–1 | 0–2 | 4–1 | —   | 3–1 | 1–2 | 2–2 | 2–0 | 1–0 | 0–2 |
| A. D. Rayo Vallecano       | 2–1 | 0–0 | 3–1 | 1–1 | 3–3 | 2–1 | 3–2 | 3–1 | 1–2 | 2–1 | 1–0 | 4–1 | 1–2 | 1–0 | —   | 2–1 | 5–1 | 1–1 | 2–2 | 4–1 |
| Real Burgos C. F.          | 1–1 | 1–2 | 1–1 | 1–0 | 3–2 | 1–1 | 0–0 | 1–1 | 1–0 | 1–0 | 1–1 | 0–1 | 0–1 | 1–1 | 0–0 | —   | 3–1 | 0–1 | 2–1 | 1–0 |
| R. C. Recreativo de Huelva | 2–2 | 2–2 | 3–0 | 1–1 | 1–4 | 4–1 | 1–4 | 1–0 | 3–2 | 1–0 | 1–1 | 1–1 | 1–0 | 1–1 | 2–0 | 1–1 | —   | 2–3 | 2–3 | 3–1 |
| Sestao S. C.               | 1–1 | 1–2 | 4–0 | 4–0 | 0–0 | 1–0 | 2–0 | 0–0 | 1–0 | 0–0 | 3–1 | 0–0 | 0–2 | 0–1 | 2–0 | 2–0 | 2–1 | —   | 1–2 | 0–1 |
| C. D. Tenerife             | 0–2 | 3–0 | 2–0 | 1–0 | 0–0 | 2–2 | 1–4 | 1–1 | 3–3 | 2–2 | 3–0 | 1–2 | 1–3 | 2–1 | 1–0 | 2–1 | 3–1 | 2–1 | —   | 1–1 |
| Xerez C. D.                | 0–2 | 2–0 | 3–0 | 1–0 | 4–0 | 2–1 | 2–0 | 0–1 | 3–0 | 3–2 | 1–2 | 1–2 | 0–1 | 2–1 | 0–3 | 2–0 | 0–0 | 4–0 | 3–1 | —   |

## Promoción de ascenso
En la promoción de ascenso jugaron Real Oviedo CF y AD Rayo Vallecano como cuarto y quinto clasificado de Segunda División, ya que el ter clasificado fue el Castilla CF que no podía ascender. Sus rivales fueron Real Murcia CF y RCD Mallorca como decimoséptimo y decimoctavo clasificado de Primera División.
La promoción se jugó a doble partido a ida y vuelta con los siguientes resultados:
| 29 de mayo de 1988 | Real Murcia CF                   | 3:0     | AD Rayo Vallecano | Estadio de La Condomina, Murcia                                              |                                                                              |
|                    | Mejías 20' Juanjo 59' Manolo 86' | Reporte |                   | Asistencia: 22.000 espectadores Árbitro(s): José Donato Pez Pérez (Aragonés) | Asistencia: 22.000 espectadores Árbitro(s): José Donato Pez Pérez (Aragonés) |

| 5 de junio de 1988 | AD Rayo Vallecano   | 1:1     | Real Murcia CF | Estadio de Vallecas, Madrid                                             |                                                                         |
|                    | Brown (autogol) 55' | Reporte | Cordero 91'    | Asistencia: 15.000 espectadores Árbitro(s): Urízar Azpitarte (Vizcaíno) | Asistencia: 15.000 espectadores Árbitro(s): Urízar Azpitarte (Vizcaíno) |

| Permanece en Primera División Real Murcia CF |

| 29 de mayo de 1988 | Real Oviedo CF       | 2:1     | RCD Mallorca      | Estadio Carlos Tartiere, Oviedo                                         |                                                                         |
|                    | Julià 78' Carlos 96' | Reporte | García Cortés 89' | Asistencia: 22.000 espectadores Árbitro(s): Enríquez Negreira (Catalán) | Asistencia: 22.000 espectadores Árbitro(s): Enríquez Negreira (Catalán) |

| 4 de junio de 1988 | RCD Mallorca | 0:0     | Real Oviedo CF | Estadio Luis Sitjar, Palma de Mallorca                                 |                                                                        |
|                    |              | Reporte |                | Asistencia: 25.000 espectadores Árbitro(s): Sánchez Arminio (Cántabro) | Asistencia: 25.000 espectadores Árbitro(s): Sánchez Arminio (Cántabro) |

| Asciende a Primera División Real Oviedo CF |

## Resumen
Campeón de Segunda División:
| - Club Deportivo Málaga |

Ascienden a Primera División:
| - Club Deportivo Málaga | - Elche Club de Fútbol | - Real Oviedo Club de Fútbol |

Descienden a Segunda División B: 
| - Bilbao Athletic Club | - Hércules Club de Fútbol | - Granada Club de Fútbol | - Cartagena Fútbol Club |